# System 7

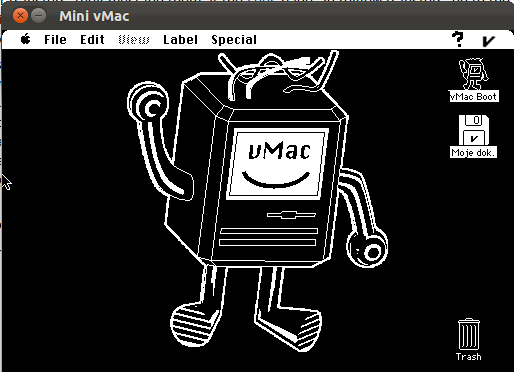
Captura de tela do vMac. O sistema executado é modificado (pelo projeto vMac) Mac OS 7.0.1.

System 7 ou também conhecido como Mac OS 7 é um sistema operacional para os computadores Macintosh dotado de interface gráfica e ambiente monousuário lançado em 1991, sucedendo ao System 6. Esta versão do sistema introduzia as fontes TrueType e o software de vídeo QuickTime.

## Versões
| Versão             | Lançado em             | Computador                                                      |
| ------------------ | ---------------------- | --------------------------------------------------------------- |
| 7.0                | 13 de Maio de 1991     |                                                                 |
| 7.0.1              | 21 de Outubro de 1991  | Macintosh Quadra 700/900, PowerBook 100/140/170 and some others |
| 7.1                | 3 de Agosto de 1992    | Macintosh IIvx PowerBook 180 Macintosh IIvi                     |
| 7.0.1P             | 14 de Setenbro de 1992 | Macintosh Performa 200/400                                      |
| 7.1P               | 14 de Outubro de 1992  | Macintosh Performa 600                                          |
| 7.1P2              | 12 de Abril de 1993    | Macintosh Performa 405/430/450                                  |
| 7.1P3              | 18 de Outubro de 1993  | Macintosh Performa 410/460/475/550                              |
| 7.1.1 (Pro)        | 21 de Outubro de 1993  |                                                                 |
| 7.1.1              | 21 de Outubro de 1993  | PowerBook Duo 250/270c, PowerBook 520/540                       |
| 7.1P5              | 1 de Janeiro de 1994   | Macintosh Performa 560                                          |
| 7.1P6              | 1 de Fevereiro de 1994 | Macintosh Performa 575                                          |
| 7.1.2              | 14 de Março de 1994    | Power Macintosh 6100/7100/8100                                  |
| 7.1.2P             | 15 de Julho de 1994    | Quadra 630                                                      |
| 7.5                | 12 de Setembro de 1994 | Macintosh LC 580                                                |
| 7.5.1              | 23 de Março de 1995    | Power Macintosh 6200                                            |
| 7.5.2              | 19 de Junho de 1995    | Power Macintosh 9500                                            |
| 7.5.3              | 1 de Janeiro de 1996   | Power Macintosh 5400                                            |
| 7.5.3 Revision 2   | 1 de Maio de 1996      |                                                                 |
| 7.5.3 Revision 2.1 | 7 de Agosto 1996       | Performa 6400                                                   |
| 7.5.3 Revision 2.2 | 7 de Agosto 1996       | Power Macintosh 9500/200, Performa 6360                         |
| 7.5.5              | 27 de Setembro de 1996 | Power Macintosh 5500                                            |
| 7.6                | 7 de Janeiro de 1997   | PowerBook 3400c                                                 |
| 7.6.1              | 7 de Abril de 1997     | PowerBook 2400c Twentieth Anniversary Macintosh                 |